# The Goat (film, 1917)
Pour les articles homonymes, voir Goat.
Pour plus de détails, voir Fiche technique et Distribution.
The Goat est un film muet américain réalisé par Arvid E. Gillstrom et sorti en 1917.

## Fiche technique
- Titre : The Goat
- Réalisation : Arvid E. Gillstrom
- Scénario :
- Photographie :
- Montage :
- Producteur : Louis Burstein
- Société de production : King Bee Studios
- Pays de production :  États-Unis
- Langue : intertitres en anglais
- Format : Noir et blanc — 35 mm — 1,33:1 — Son : Muet
- Genre : Comédie
- Durée :
- Date de sortie :
  - États-Unis : 15 août 1917

## Distribution
- Billy West : An Inventor
- Oliver Hardy : son voisin
- Bud Ross :
- Leo White :
- Florence McLaughlin :
- Polly Bailey :
- Joe Cohen :
- Ethelyn Gibson :
- Agnes Neilson